# Оптіма (Оклахома)
Оптіма (англ. Optima) — місто (англ. town) в США, в окрузі Техас штату Оклахома. Населення — 338 осіб (2020).

## Географія
Оптіма розташована за координатами 36°45′43″ пн. ш. 101°20′59″ зх. д. / 36.76194° пн. ш. 101.34972° зх. д. (36.762001, -101.349690).  За даними Бюро перепису населення США в 2010 році місто мало площу 1,13 км², уся площа — суходіл.

## Демографія
Згідно з переписом 2010 року, у місті мешкало 356 осіб у 95 домогосподарствах у складі 80 родин. Густота населення становила 314 особи/км².  Було 105 помешкань (93/км²).
Расовий склад населення:
| - 46,1 % — білих - 1,4 % — корінних американців - 47,8 % — осіб інших рас |

До двох чи більше рас належало 4,8 %. Частка іспаномовних становила 76,1 % від усіх жителів.
За віковим діапазоном населення розподілялося таким чином: 40,2 % — особи молодші 18 років, 55,9 % — особи у віці 18—64 років, 3,9 % — особи у віці 65 років та старші. Медіана віку мешканця становила 23,5 року. На 100 осіб жіночої статі у місті припадало 113,2 чоловіків;  на 100 жінок у віці від 18 років та старших — 102,9 чоловіків також старших 18 років.
Середній дохід на одне домашнє господарство  становив 45 245 доларів США (медіана — 37 500), а середній дохід на одну сім'ю — 49 061 долар (медіана — 40 000). Медіана доходів становила 28 088 доларів для чоловіків та 21 953 долари для жінок. За межею бідності перебувало 33,9 % осіб, у тому числі 47,0 % дітей у віці до 18 років та 50,0 % осіб у віці 65 років та старших.
Цивільне працевлаштоване населення становило 238 осіб. Основні галузі зайнятості: виробництво — 31,9 %, роздрібна торгівля — 22,7 %, будівництво — 13,9 %, сільське господарство, лісництво, риболовля — 8,0 %.